# Bloch MB 60
Il Bloch MB 60 era un aereo postale trimotore ad ala alta prodotto dall'azienda francese Société des Avions Marcel Bloch negli anni trenta.
Primo modello prodotto dall'azienda creata da Marcel Dassault, era basato sul precedente prototipo MB VI ed era caratterizzato da alcune soluzioni tecniche all'avanguardia per l'epoca tra le quali la struttura realizzata completamente in metallo.
Venne utilizzato come aereo postale per collegamenti a lungo raggio specialmente tra Algeria e Madagascar.

## Storia del progetto
Poco dopo la creazione dell'ufficio tecnico creato da Marcel Bloch alla fine 1929, la sua azienda venne contattata per la fornitura di un velivolo destinato principalmente al trasporto di posta aerea ma che potesse essere facilmente convertito anche come aereo da trasporto passeggeri e merci nonché aeroambulanza. Le specifiche proposte riguardavano un trimotore monoplano ad ala alta. Il progetto, originariamente disegnato dall'ingegner Pineau ma passato in seguito a Marcel Riffard che ne seguì tutte le successive fasi di sviluppo, venne iniziato nei primi mesi del 1930 ed identificato, adottando il sistema di designazione VAS, come Model IV, riprendendo la convenzione concordata assieme a Henry Potez adottata nei nuovi modelli congiuntamente sviluppati dopo il termine della prima guerra mondiale.
Nella realizzazione del nuovo velivolo venne messa particolare cura, nella costruzione, privilegiando l'accuratezza nei particolari, e nella progettazione, introducendo numerose soluzioni tecnologicamente avanzate. Il modello era realizzato interamente in metallo, con struttura metallica rivestita di pannelli rivettati, senza nervature nelle ali, adottava un impennaggio progettato per essere facilmente smontato con elementi orizzontali e verticali completamente regolabili in volo ed un ruotino d'appoggio posteriore orientabile in luogo dei pattini ammortizzati normalmente in uso in quel periodo. Inoltre, al fine di mantenere un alto margine di sicurezza durante il volo, si decise di adottare motori sovradimensionati per poter disporre di un ampio margine di potenza in caso di condizioni particolarmente avverse e di malfunzionamento di uno di essi, di collocare i serbatoi di combustibile e lubrificanti lontani dai motori e dotati di dispositivi di disaccoppiamento in caso di incendio. La cabina di pilotaggio godeva di una razionalizzazione dei comandi a disposizione del pilota e dell'ingegnere di bordo, e possedeva dei pannelli scorrevoli sul tetto per consentirgli, in caso di necessità, di saltare dal velivolo.
La costruzione del prototipo, equipaggiato con tre motori radiali Salmson 9Ac da 120 hp ciascuno, iniziò il 15 gennaio 1930, con le singole parti realizzate non presso le strutture dell'azienda ma presso gli stabilimenti di un'azienda di serbatoi ma comunque sotto la supervisione di Bloch o dei suoi ingegneri. L'assemblaggio venne completato presso gli hangar della Blériot venendo portato in volo per la prima volta, ai comandi del pilota collaudatore René Delmotte, il 12 settembre di quello stesso anno dall'aerodromo di Buc. Le seguenti prove in volo, dove confermò di essere in grado di volare senza problemi anche con un motore spento, vennero eseguite dai piloti del centro prove di Villacoublay che confermarono la bontà del progetto giudicandolo il miglior velivolo di quella categoria.
Dal Model IV - MB 60 verrà subito sviluppato l'MB 61.